# Schellenbergbrücke (Balingen)

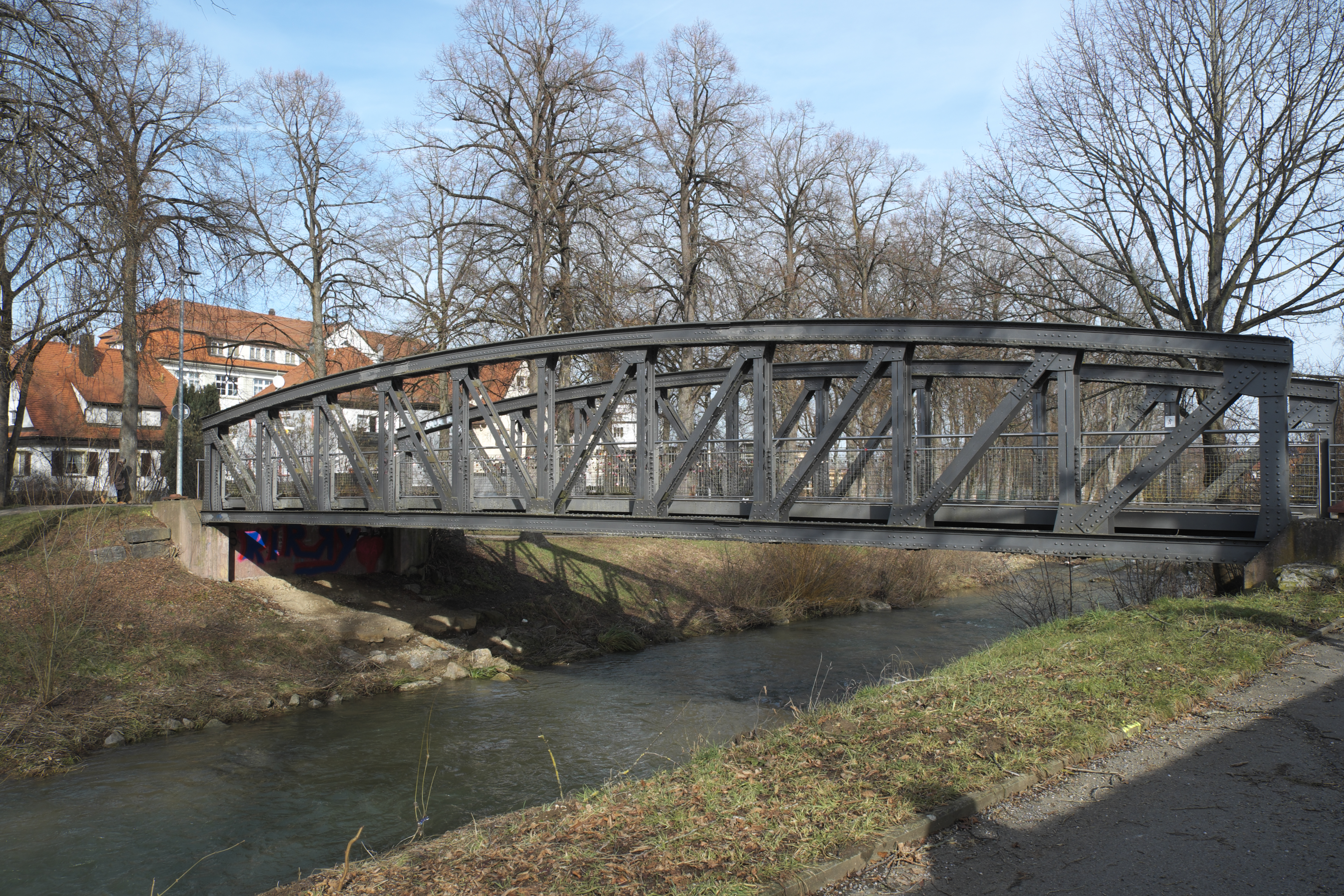
Schellenbergbrücke am heutigen Standort

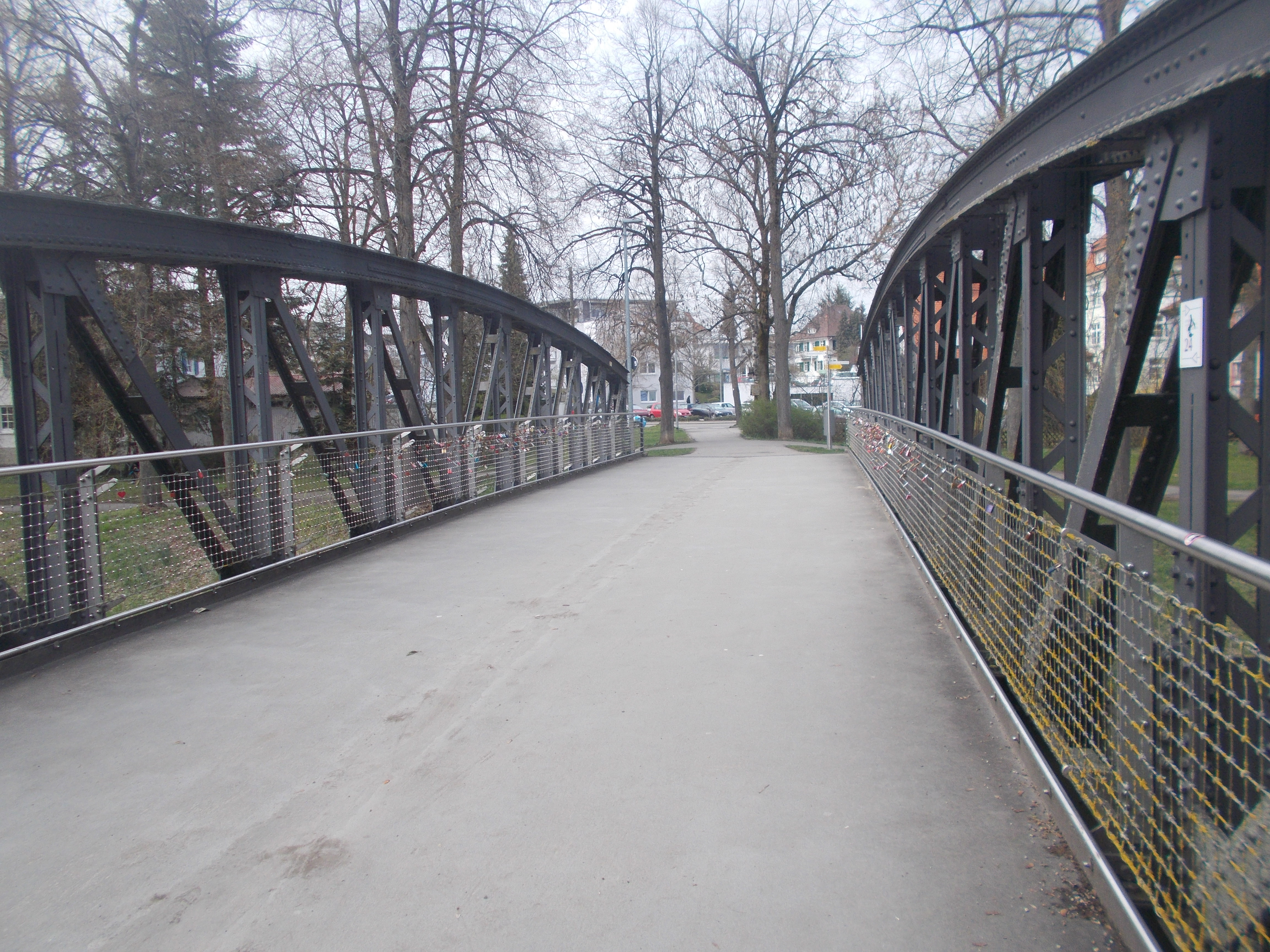
Weg über die Brücke

Die Schellenbergbrücke ist eine Brücke über die Eyach in Balingen in Baden-Württemberg, Deutschland, die heute für Fußgänger die Hindenburgstraße mit der Rollerstraße verbindet. Ursprünglich diente sie als Brücke über die Zollernalbbahn, indem sie Wilhelmstraße und Behrstraße miteinander verband. Da sich in unmittelbarer Nähe des alten Standorts die Fabrik von Heinrich Schellenberg befand, wurde sie im Volksmund „Schellenbergbrücke“ genannt. Sie diente vor allem Schülern auf dem Weg zur Sichelschule.
Anfang der 1990er Jahre wurde die ursprüngliche, 1911 errichtete Stahlträgerbrücke durch eine Betonbrücke ersetzt. Mitte der 1990er Jahre kauften Balinger Bürger die Stahlträger der Brücke, um sie für die Nachwelt zu erhalten. 1999 wurde entschieden, die Brücke am heutigen Standort wieder aufzubauen, 2003 wurde sie neu eröffnet. Die Renovierung wurde von der Stadt, dem Landesdenkmalamt und mit Spenden finanziert. Wie beim Eiffelturm sind die Stahlträger vernietet und nicht verschweißt. Die Schellenbergbrücke steht unter Denkmalschutz.
An der Brücke wurden zwei Tafeln angebracht, die über Geschichte und technische Daten der Brücke berichten.
Die Brücke wird von Paaren für Liebesschlösser verwendet.